# Tsokye Dorje
 (juillet 2017).
Si vous disposez d'ouvrages ou d'articles de référence ou si vous connaissez des sites web de qualité traitant du thème abordé ici, merci de compléter l'article en donnant les références utiles à sa vérifiabilité et en les liant à la section « Notes et références ».
Tsokye Dorje (tibétain : གཙོ་སྐྱེས་རྡོ་རྗེ, Wylie : mTs'o skyes rdo rje), né en 1450, décédé en 1510, est un régent de l'Ü de la dynastie Rinpungpa. Il a régné de 1491 à 1499.
Son père, Norzang dirige l'Ü-Tsang (Tibet central). La régence est ensuite divisée, avec Tsokye Dorje qui dirige l'Ü et son frère Kunzang, qui dirige le Tsang.